# Wierch-Irmień
Wierch-Irmień (ros. Верх-Ирмень) – wieś (sieło) w Rosji, w obwodzie nowosybirskim, w rejonie ordyńskim. W 2010 liczyła 3123 mieszkańców.